# 佝僂病

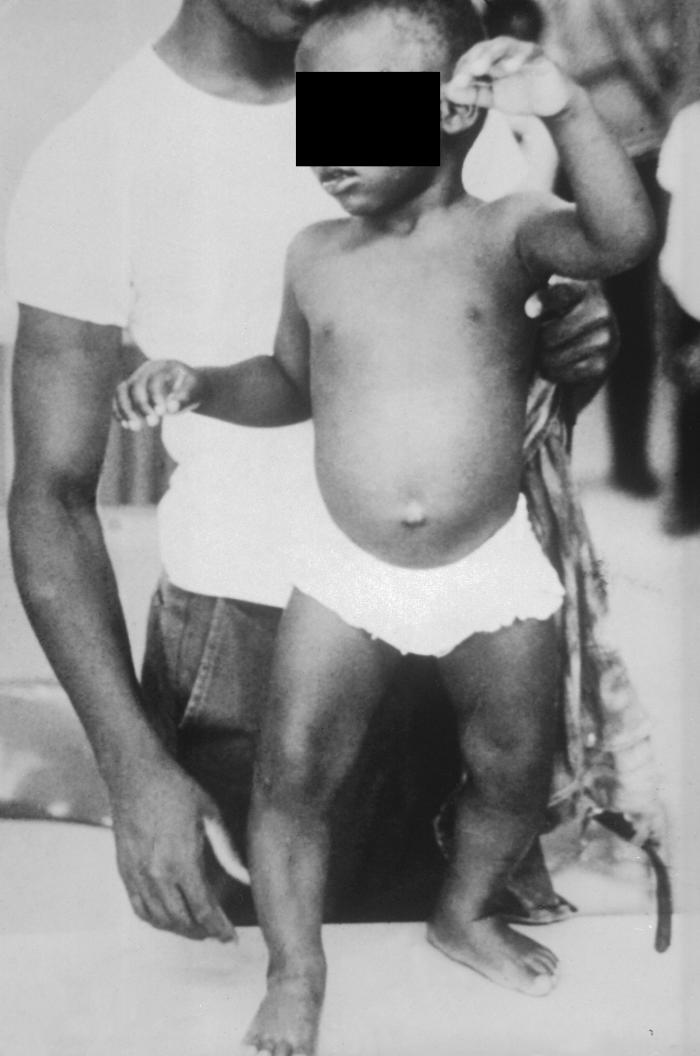
患佝僂病的兒童

佝僂病（rickets）是一種會在兒童時期發生的人类疾病，原因是維生素D的攝取不足。常現於窮困地區，如非洲，起因多為營養不足。軟骨症是類似的疾病，發生在成人。

## 徵狀
- 手腳關節腫脹變形
- 腿呈弓形或膝內翻 ，即
- 胸骨和肋骨交接部分向前異常凸出，即「雞胸」
- 前額常向前突出
- 駝背或盆骨變形

## 成因
維生素D是促進鈣質吸收的必要酵素，而維生素D缺乏容易造成骨骼的沉積鈣質不足。由於骨質密度不足，從而容易變形，下肢的骨骼隨著體重增加，便產生彎曲變形的異常症狀。
腸胃問題所引致的鈣質不足，亦可能誘發佝僂病。
但佝僂病分為多型，不是每一型都能靠補充一般維生素D即可矯正。甚至維生素D依賴型佝僂病，可能也必須補充活性維生素D，且輔助其他治療，例如：維生素D羥化缺陷型佝僂病。

## 預防
食用含有維他命D的食物，含量較豐富的有魚肝油、沙丁魚、三文魚、青魚、牛奶，或維他命D補充劑等。
接受陽光照射時，皮層中的黑色素會產生維生素D，每日只需進行三十分鐘左右的戶外活動已能讓身體產生人體需要的維生素D。但是不能擦防曬或是防曬霜係數不能大於SPF8。
骨骼變形若輕微，可於數年後自然恢復，但嚴重的可能要動手術。

## 知名患者
阿爾弗雷德·阿德勒：心理學家，幼年時期得病，致使往後提出自卑情節概念。